# Cis-Oeral
De Cis-Oeral (Russisch: Предуралье; Predoeralje of Приуралье; Prioeralje) is een vlakte in het oosten van het Russisch Laagland ten westen van de uitlopers van de Oeral. Het gebied wordt grotendeels gevormd door de stroomgebieden van de Kama en Petsjora. Ten westen ervan ligt het Laagland van Petsjora (50 tot 150 meter), ten zuiden de Boven-Kama Hoogte, de Boegoelma-Belebejhoogte (300 tot 400 meter) en anderen. Een groot deel is bedekt met taiga (coniferenbossen met sparren, zilversparren en pinussen) en in het zuiden bevinden zich gemengde bossen (lindes, eiken en esdoorns), waarbij op sommige plekken de loofbossen overheersen. In het uiterste noorden bevindt zich bostoendra en in het uiterste zuiden steppe. Er bevinden zich grote aardgas-, aardolie- en steenkoolvoorraden in het gebied, zoals Timan-Petsjora en het oostelijke deel van de Wolga-Oeral Olie- en Gasregio en het steenkoolgebied van Petsjora.